# MS Chi-Cheemaun

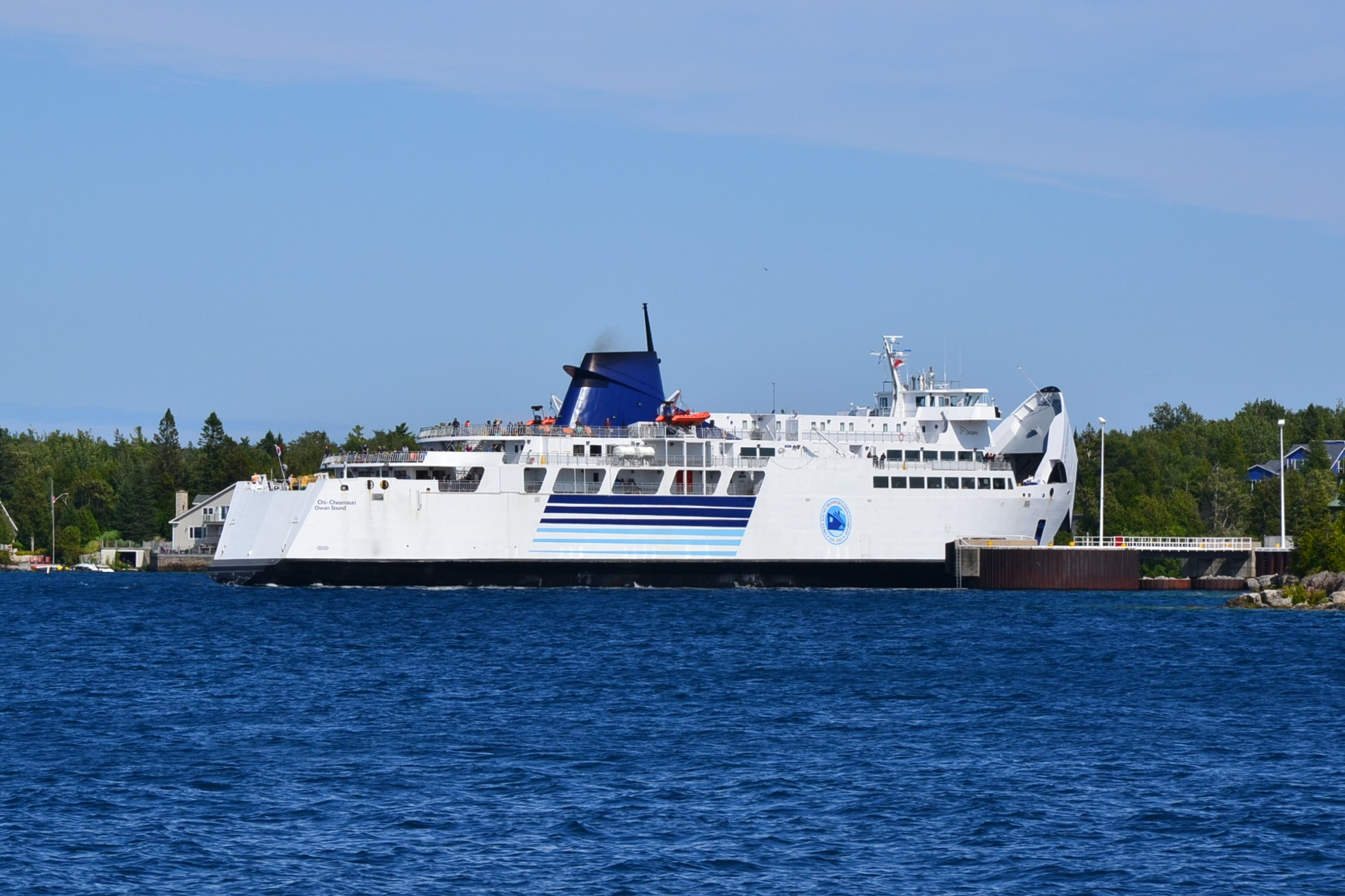
MS „Chi-Cheemaun” w barwach Owen Sound Transportation Co., Ltd. w Tobermory (2014)

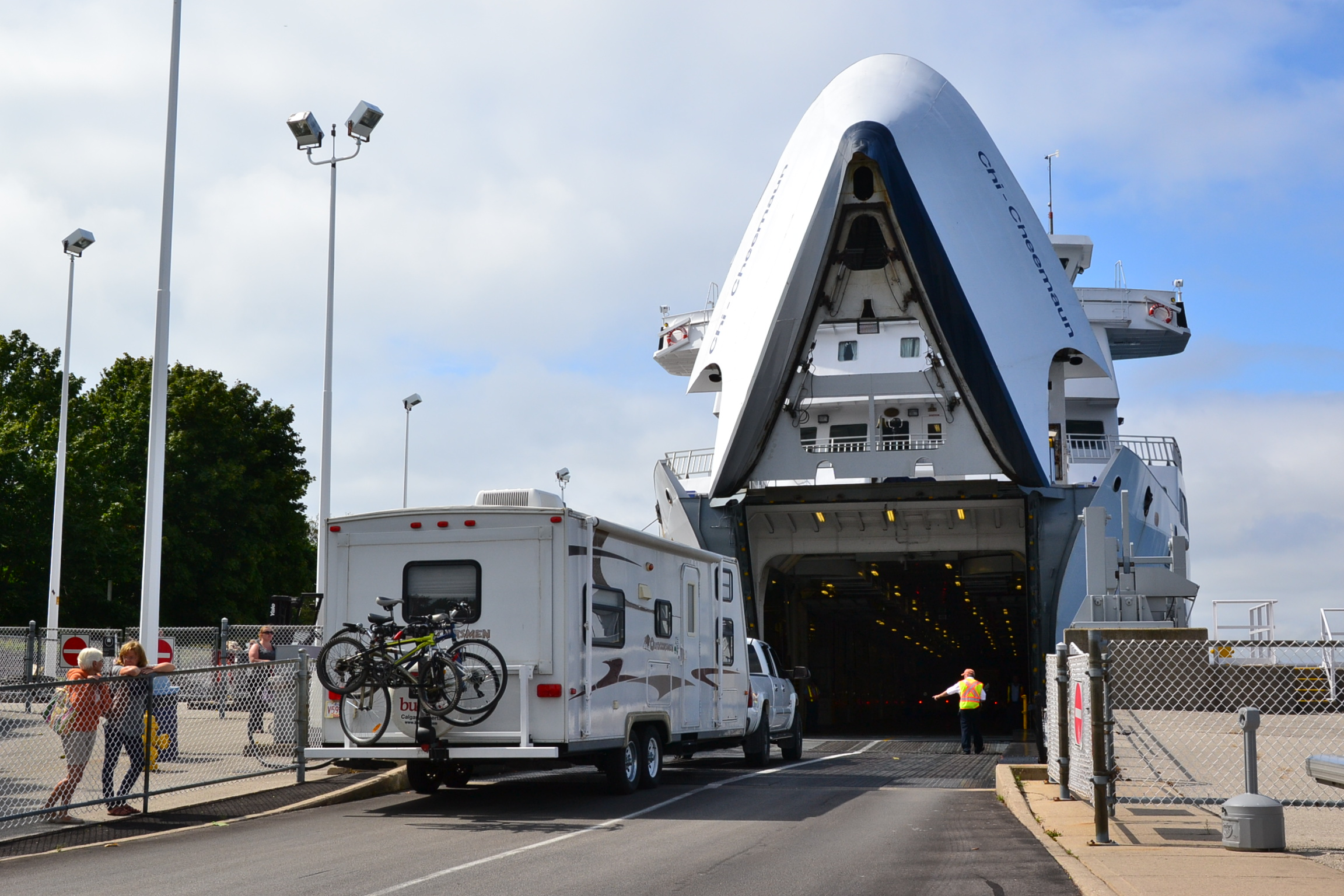
MS „Chi-Cheemaun”: załadunek w porcie Tobermory (2014)

MS „Chi-Cheemaun” – kanadyjski prom samochodowy i pasażerski, pływający na jeziorze Huron w prowincji Ontario we flocie Owen Sound Transportation Co., Ltd. Standardowo pokonuje trasę między portami Tobermory na Półwyspie Bruce’a a South Baymouth na wyspie Manitoulin, zapewniając połączenie pomiędzy dwoma rozdzielonymi odcinkami prowincjalnej szosy nr 6. Jest największą jednostką w swojej klasie na Wielkich Jeziorach Amerykańskich i największą tego typu jednostką na słodkich wodach w ogóle. Znak wywoławczy: VGKK. Portem macierzystym jest Owen Sound.

## Nazwa
Wyrażenie „chi-cheemaun” w języku zamieszkujących niegdyś wybrzeża Huronu Indian Odżibwejów oznacza „wielkie czółno” (ang. big canoe). Nazwy kanadyjskich jednostek pływających po Wielkich Jeziorach często nawiązują do kultury pierwotnych mieszkańców tych terenów lub są wprost zapożyczane z ich narzeczy. Pomysłodawcą nazwy „Chi-Cheemaun” był zmarły 28 stycznia 2016 r. Donald Keeshing z Neyaashiinigmiing.

## Historia linii
Uruchomienie połączenia promowego między Półwyspem Bruce’a a wyspą Manitoulin sięga samego początku lat 30. XX w. Już w 1930 r. Owen Sound Transportation Company rozpoczęła regularne rejsy na trasie Tobermory – South Baymouth. Potrzeby przewozowe zaczęły rosnąć od końca tego trzydziestolecia, kiedy to szybko zaczęła wzrastać liczba pojazdów samochodowych, a do Tobermory doprowadzono dobrą drogę jezdną. Pierwszymi jednostkami przewożącymi samochody na tej trasie były S.S. „Henry Pedwell” (w 1930 r., przemianowany w następnym roku na S.S. „Kagawong”) oraz MS „Normac” (w 1932 r.). Od 1946 do 1974 r. kursował tu SS „Norisle”. W 1964 r. obsługę tej linii podjęła też siostrzana jednostka SS „Norisle”, świeżo przebudowana na napęd spalinowy MS „Norgoma”, która zastąpiła starego „Normac”-a. W 1974 r. kursujące dotąd jednostki MS „Norgoma” i SS „Norisle” zastąpił nowo zbudowany prom MS „Chi-Cheemaun”, który linię tę obsługuje do dziś. W latach 1989–1992 na tej samej linii pływała też jego siostrzana jednostka - MS „Nindawayma”.

## Charakterystyka techniczna
Prom typu RO-RO został zwodowany 12 stycznia 1974 r. w nieistniejącej już stoczni w Collingwood, na południowym krańcu Georgian Bay, dla Ontario Northland Marine Services. W pierwszą podróż wyruszył 10 września tegoż roku. Jego koszt budowy i wyposażenia wyniósł ok. 12 mln dolarów kanadyjskich. Długość jednostki wynosi 111 m (364 stopy), szerokość maksymalna 19 m (62 stopy), zanurzenie wynosi od 3,53 m (11,6 stopy) na dziobie do 3,97 m (13,0 stóp) na rufie. Pojemność brutto wynosi 6991 GT, nośność 4821 t. Prom wyposażony jest w dwie furty: rufową i dziobową. System FIFO (ang. first in, first off), w którym pierwszy pojazd wjeżdżający na prom również jako pierwszy z niego zjeżdża, zdecydowanie ułatwia i przyspiesza załadunek i wyładunek.
Według projektu prom miał zabierać 648 pasażerów i 113 samochodów, wliczając w to 17 dużych pojazdów, jak ciężarówki i autokary. Po przebudowie wnętrza w 1982 r., w trakcie której dodano dwie boczne antresole, pojemność jednostki wzrosła do 143 pojazdów. Pasażerowie odbywają podróż w pomieszczeniach na pokładzie, gdzie mają do dyspozycji m.in. restaurację.
Pierwotnie napęd promu stanowiły dwa silniki wysokoprężne firmy Ruston o mocy 2600 kW każdy. Po przebudowie z lat 2006–2007 napęd jednostki stanowią aktualnie cztery 8-cylindrowe silniki wysokoprężne o łącznej mocy 6860 kW, napędzające dwie pięciołopatowe śruby o zmiennym skoku i średnicy 2,72 m. Statek jest wyposażony w boczne stabilizatory przechyłu oraz pędnik steru strumieniowego ułatwiający manewrowanie w ciasnych portach, napędzany osobnym silnikiem o mocy 600 kW. Prom rozwija prędkość 16,25 węzła. Załoga liczy 36 osób.

## Rozkład kursów
Prom kursuje na trasie Tobermory – South Baymouth, zwykle od początku maja do końca października. W pełnym sezonie (od 20 czerwca do 1 września) wykonuje dziennie 4 rejsy tam i z powrotem, poza tym okresem – 2 rejsy tam i z powrotem dziennie. Trasę pomiędzy tymi dwoma portami pokonuje w 1 godz. 45 min., wyładunek i załadunek w obu portach trwa planowo po 25 min. Poza rejsami rozkładowymi statek wykonuje czasem wieczorne rejsy wycieczkowe.